# Gonçalo Coelho
Gonzalo Coelho (Florència, ca. 1451 - Sevilla, 1512) fou un mariner i explorador florentí al servei de la corona portuguesa. Va dirigir dues expedicions, el 1501-02 i 1503-04, que exploraren gran part de la costa de Brasil. Tot i que se sap poc dels seus primers anys de vida, se sap que estudià a Pisa abans de marxar a Portugal.

## Primer viatge al Brasil
El 1501 Coelho fou enviat en una expedició per donar seguiment al descobriment del Brasil fet l'any anterior per Pedro Álvares Cabral. El 10 de maig, va salpar de Lisboa com a "capità general" de tres caravel·les. Entre la seva tripulació hi havia un florentí resident a Sevilla, Amerigo Vespucci. El 17 d'agost l'expedició va tocar terra a la costa brasilera a aproximadament 5°S. La flota va continuar cap al sud, fins a arribar a la badia de Guanabara (23°S) el cap d'any de 1502. Aquest indret fou batejat amb el nom de "Rio de Janeiro". Va continuar navegant dos graus més al sud, fins a l'actual Cananéia, abans de deixar el Brasil el 13 de febrer de 1502. Només una de les tres caravel·les va tornar a Lisboa, on va arribar el 7 de setembre.

## Segon viatge al Brasil
Coelho salpà novament de Lisboa el 10 de maig de 1503, aquesta vegada amb una flota de sis vaixells, en un viatge que tenia com a principal finalitat l'exploració de diverses illes. Vespucci, una vegada més l'acompanyava, ara com a capità d'un dels vaixells. Després d'aturar-se a les illes de Cap Verd, les naus arribaren a «una illa enmig del mar» (probablement l'illa de l'Ascensió), on la nau insígnia naufragà el 10 d'agost. Tots els homes se salvaren, sent transportats al vaixell de Vespucci. Després la navegació continuà cap al Brasil, on arribaren el novembre a una badia que anomenaren badia de Todos os Santos. Després d'esperar en va l'arribada de la resta de la flota, navegaren cap al sud fins a una altra badia en què es van quedar durant cinc mesos. Allà construïren una fortalesa i carregaren llenya. Vint-i-quatre mariners s'hi van quedar, mentre la resta s'embarcaren rumb a Lisboa, on arribaren el 28 de juny 1504.